# E-Card
La empresa e-Card (e-カード ī-kādo?), es una empresa japonesa controlada por Ferrocarril Iyo y es la encargada del desarrollo e implementación del IC Card en sus servicios. Su sede central se encuentra en la Ciudad de Matsuyama de la Prefectura de Ehime.

## Datos
- Razón social: e-Card S.A. (株式会社e-カード Kabushikigaisha ī-kādo?)
- Razón social (inglés): e-Card Co., Ltd.
- Fundación: 1° de abril de 2005
- Sede central: 〒790-0012 Iyotetsu Nishibiru 1° piso, Minatomachi 5-2-2, Ciudad de Matsuyama, Prefectura de Ehime
- Teléfono: 089-948-3500
- Cantidad de empleados: 6